# چالیان
چالیان، روستایی است از توابع بخش قطور و در شهرستان خوی استان آذربایجان غربی ایران.
حسن زاده طایفه ریس ذوستا

## جمعیت
این روستا در دهستان زری قرار داشته و بر اساس سرشماری سال ۱۳۸۵ جمعیت ۸۹۰آن  نفر (۱۴۰۳خانوار)
بوده‌است.
طایفه حسن زاده رییس روستا بوده؛‌